# Edward James
Edward William Frank James (West Dean, 16 agosto 1907 – Sanremo, 2 dicembre 1984) è stato un mecenate e poeta britannico.
Soggetto eccentrico e molto facoltoso, James viene ricordato per essere stato un importante patrocinatore dei surrealisti. James vendette la sua collezione d'arte moderna, considerata la migliore del suo genere, per erigere Las Pozas, un giardino delle sculture situato a Xilitla, in Messico. Egli venne ritratto in due opere di Rene Magritte, ovvero La riproduzione vietata e  Il principio del piacere (Ritratto di Edward James).

## Biografia

### Gioventù, formazione, e matrimonio

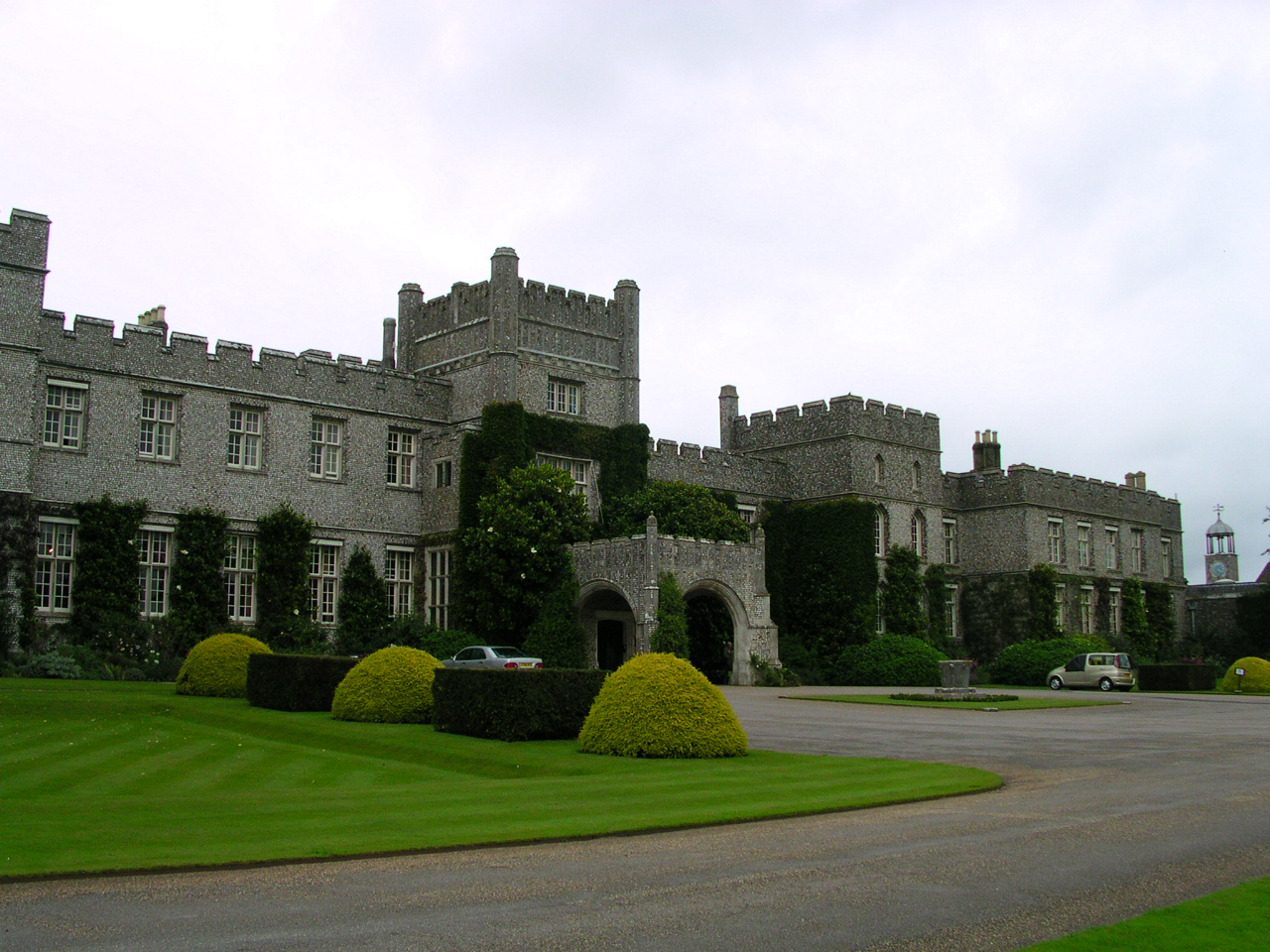
La West Dean House

Edward James nacque il 16 agosto 1907; era l'unico figlio maschio della socialite scozzese Evelyn Forbes, presunta figlia illegittima del Principe di Galles (il futuro Edoardo VII), e di William James, che aveva ereditato un'immensa fortuna dal padre mercante Daniel James. Edward James aveva quattro sorelle maggiori di nome Audrey, Millicent, Xandra e Silvia. 
Edward James studiò alla Lockers Park School, al college di Eton per qualche tempo e al Christ Church di Oxford nello stesso periodo in cui vi studiavano anche Evelyn Waugh e Harold Acton.
Quando suo padre morì nel 1912, James ereditò la West Dean House, una proprietà 3.200 ettari nel Sussex che tenne in custodia fino al raggiungimento della maggiore età. Gli venne versata anche una grande somma di denaro in un fondo fiduciario quando suo zio John Arthur James morì nel 1917.
Mentre studiava ad Oxford, James pubblicò il primo libro di poesie di John Betjeman. Nello stesso periodo collaborò con Brian Howard alla stesura di Glass Omnibus. Terminati gli studi a Oxford, James avviò una breve carriera di apprendista diplomatico presso l'ambasciata a Roma. Gli venne chiesto di inviare un messaggio in codice a Londra secondo cui gli italiani avevano messo in cantiere tre cacciatorpediniere, ma James riportò erroneamente che le imbarcazioni erano trecento. Poco dopo, James venne "congedato a tempo indeterminato".
Nel 1930 James sposò la ballerina, coreografa, attrice e pittrice austriaca Tilly Losch. Tre anni dopo finanziò l'effimera compagnia di danza Les Ballets 1933, della quale facevano parte, oltre a Losch, Kurt Weill, Lotte Lenya e George Balanchine. Nel 1933 James e Boris Kochno sovvenzionarono l'ultima collaborazione di Weill e Bertolt Brecht, I sette peccati capitali, prodotta, diretta e coreografata da Balanchine.
James divorziò da Losch nel 1934, accusandola di tradirlo col principe Obolensky, un direttore d'albergo americano. Lei si difese asserendo che James fosse omosessuale, ma la sua controdenuncia fallì. Dopo il divorzio, James iniziò a frequentare un ambiente di uomini e donne facoltosi dell'Inghilterra, fra i quali vi erano le sorelle Mitford e Gerald Berners.

### Surrealismo
James viene principalmente ricordato per essere stato un importante mecenate dei surrealisti. Durante gli anni trenta, supportò economicamente Salvador Dalí, realizzò con quest'ultimo le due opere Telefono aragosta (1936) e Divano Mae West (1937), e divenne direttore della rivista parigina Minotaure. La sua era considerata la migliore collezione privata di opere surrealiste, e comprendeva esemplari di Paul Klee, Leonora Carrington, Leonor Fini, Pavel Čeliščev, Max Ernst, e Paul Delvaux. Grazie a Dalí, James conobbe René Magritte, che venne ospitato dal mecenate inglese nella sua casa di Londra per tre settimane durante il 1937. In quell'anno, Magritte ritrasse James in due dipinti, ovvero La riproduzione vietata e  Il principio del piacere (Ritratto di Edward James). Sempre nel corso del decennio, James fece ristrutturare, con l'aiuto di Syrie Maugham, la Monkton House, situata nei terreni della West Dean House. L'edificio assumerà connotati "surrealisti".

### Americhe

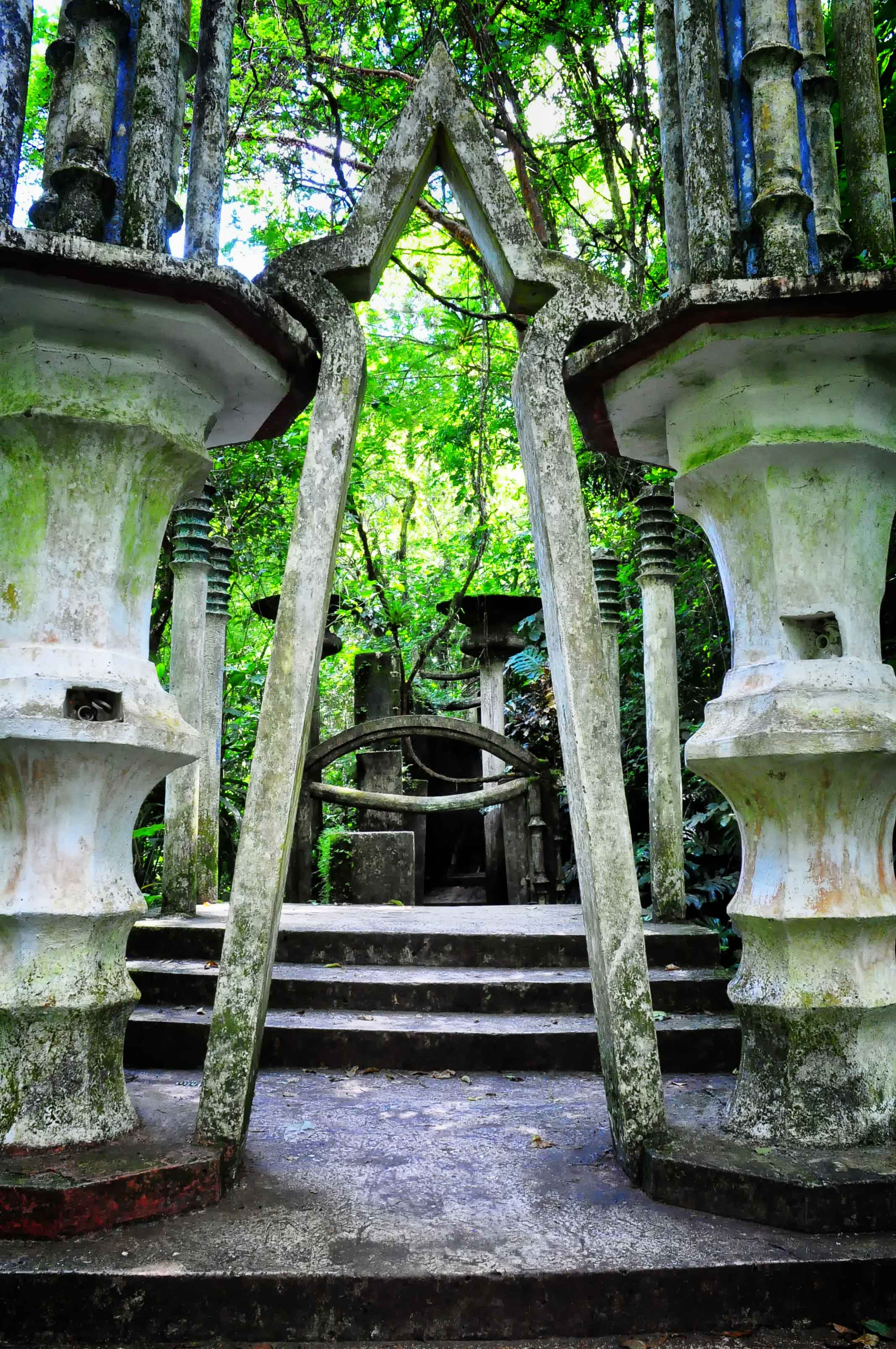
Particolare di Las Pozas

Nel 1940, James venne ospitato a Taos, nel Nuovo Messico, da Mabel Dodge Luhan.
A Taos conobbe Dorothy Brett, aristocratica e pittrice britannica impoverita che, nel 1941, gli vendette nove dipinti per 580 dollari statunitensi. James invitò Brett a tornare nel Regno Unito, ma lei si rifiutò.
Nel 1944 si trasferì a Los Angeles per seguire una specie di corso buddista con Aldous Huxley. Durante l'anno seguente andò a risiedere a Cuernavaca, in Messico.
James viene anche ricordato per aver fatto erigere Las Pozas ("le piscine"), un parco scultoreo collocato vicino a Xilitla, nella foresta subtropicale. Las Pozas è composto da alcune decine di capricci in cemento che divengono un tutt'uno con la vegetazione e i corsi d'acqua circostanti. Per finanziare il progetto, costato 5 milioni di dollari, James vendette all'asta la sua collezione d'arte.

### Morte

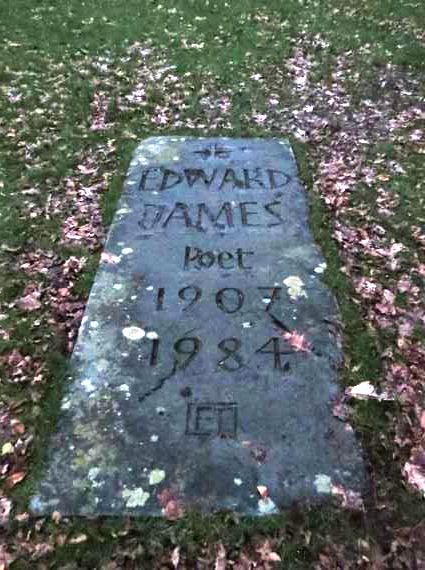
Tomba di Edward James

Pochi mesi prima di morire, James si trasferì dal Messico per andare a vivere a Perinaldo, piccola località dell'entroterra imperiese. Morì nel 1984 in una clinica di Sanremo. È sepolto nel St. Roche's Arboretum della sua città natale West Dean. La lapide della tomba di James è collocata presso l'arboreto di West Dean ed è opera di John Skelton.

## Opere
- The Bones of my Hand, 1930
- The Glass Omnibus, 1934
- The Gardener Who Saw God, 1937
- The Sight of Marble, and Other Poems, 1941